# 17e étape du Tour d'Espagne 2019
Pour un article plus général, voir Tour d'Espagne 2019.
La 17e étape du Tour d'Espagne 2019 se déroule le mercredi 11 septembre 2019, sous la forme d'une étape de plaine, entre Aranda de Duero et Guadalajara, sur une distance de 219,6 km.

## Déroulement de la course
Cette étape, a priori calme et banale, et destinée à se terminer par un sprint massif, va se révéler être pleine de rebondissements. Profitant d'un fort vent de 3/4 dos favorable aux bordures, la Deceuninck Quick Step parvient dès le premier kilomètre à scinder le peloton en plusieurs groupes disparates. L'essentiel des favoris se retrouve piégé, relégué dans un peloton principal qui s'organise pour tenter de rétablir la situation. Seul Nairo Quintana (Movistar), jusque là très décevant en montagne, parvient à rester au contact de la première bordure. Grâce au travail des Deceuninck, et notamment du belge Tim De Clercq, le groupe d'échappés prend rapidement une avance considérable, atteignant les 5'30 au kilomètre 120. A cet instant Nairo Quintana, qui avec plus de 7 minutes de retard au matin de l'étape semblait absolument hors course pour la victoire finale, se retrouve virtuellement sur le podium et peut même rêver d'endosser le maillot rouge.
Cependant, le peloton des favoris, emmené par les équipiers du maillot rouge Primoz Roglic (Jumbo-Visma) et ceux de la révélation slovène Tadej Pogačar (UAE Team Emirates) accélère alors le rythme pour éviter un tel scénario. Cette accélération, fatale à Nicolas Edet (Cofidis) permet de réduire l'écart à environ 4'30 à 40 kilomètres de l'arrivée, éloignant le spectre d'une prise de pouvoir de Quintana. L'écart se stabilise alors, avant de repartir à la hausse dans les derniers kilomètres en raison de l'accélération des Deceuninck. Ceux-ci tentent en effet de jouer de leur supériorité numérique afin d'obtenir la victoire face à certains des meilleurs sprinteurs de cette Vuelta, à commencer par Sam Bennett (Bora-Hansgrohe). Après une attaque de Zdeněk Štybar (Deceuninck Quick-Step) à 2 kilomètres de l'arrivée, c'est son coéquipier Philippe Gilbert qui porte l'accélération décisive et s'en va remporter cette étape. Sam Bennett doit se contenter de la deuxième place, devant un autre coéquipier de Gilbert, le Français Rémi Cavagna.
Nairo Quintana, arrivé avec dix secondes de retard, n'en demeure pas moins le grand vainqueur de l'étape du point de vue du classement général. Reprenant plus de cinq minutes aux autres favoris, il remonte sur la deuxième marche du podium, devant son coéquipier Valverde, et redevient un candidat crédible à la victoire finale. Wilco Keldermann (Sunweb) et James Knox (Deceunick Quick-Step), profitent aussi de ce scénario improbable pour se replacer dans le Top 10. A quatre jours de l'arrivée, avant même les dernières étapes de montagne, les cartes de ce Tour d'Espagne se trouvent de nouveau rebattues et Quintana voire Keldermann peuvent de nouveau rêver au podium ou à la victoire, au même titre que Roglic, Valverde, Lopez et Pogacar.

## Record
Avec une moyenne de 50,63 km/h, cette étape est la deuxième plus rapide du XXIe siècle sur le Tour d'Espagne, seulement devancée par la 9e étape de l'édition 2001, entre Logroño et Zaragoza, qui s'était quant à elle déroulée à plus de 55 km/h. Ce record de vitesse dans une course de plus de 200 kilomètres permet à Phillippe Gilbert de recevoir le ruban jaune.

## Résultats

### Classement de l'étape
| \| Classement de l'étape \| Classement de l'étape \| Classement de l'étape \| Classement de l'étape \| Classement de l'étape \| \| Coureur \| Coureur \| Pays \| Équipe \| Temps \| \| --------------------- \| --------------------- \| --------------------- \| --------------------- \| --------------------- \| \| 1er \| Philippe Gilbert \| Belgique \| Deceuninck-Quick Step \| 4 h 20 min 15 s \| \| 2e \| Sam Bennett \| Irlande \| Bora-Hansgrohe \| + 2 s \| \| 3e \| Rémi Cavagna \| France \| Deceuninck-Quick Step \| + 2 s \| \| 4e \| Dylan Teuns \| Belgique \| Bahrain-Merida \| + 2 s \| \| 5e \| Wilco Kelderman \| Pays-Bas \| Team Sunweb \| + 2 s \| \| 6e \| Jonas Koch \| Allemagne \| CCC Team \| + 2 s \| \| 7e \| Lawson Craddock \| États-Unis \| EF Education First \| + 2 s \| \| 8e \| Tim Declercq \| Belgique \| Deceuninck-Quick Step \| + 2 s \| \| 9e \| Silvan Dillier \| Suisse \| AG2R La Mondiale \| + 2 s \| \| 10e \| James Knox \| Royaume-Uni \| Deceuninck-Quick Step \| + 6 s \| |                  |             |                       |                 |
| |                  |             |                       |                 |
| Source : ProCyclingStats |                  |             |                       |                 |
| Classement de l'étape |                  |             |                       |                 |
| Coureur | Coureur          | Pays        | Équipe                | Temps           |
| 1er | Philippe Gilbert | Belgique    | Deceuninck-Quick Step | 4 h 20 min 15 s |
| 2e | Sam Bennett      | Irlande     | Bora-Hansgrohe        | + 2 s           |
| 3e | Rémi Cavagna     | France      | Deceuninck-Quick Step | + 2 s           |
| 4e | Dylan Teuns      | Belgique    | Bahrain-Merida        | + 2 s           |
| 5e | Wilco Kelderman  | Pays-Bas    | Team Sunweb           | + 2 s           |
| 6e | Jonas Koch       | Allemagne   | CCC Team              | + 2 s           |
| 7e | Lawson Craddock  | États-Unis  | EF Education First    | + 2 s           |
| 8e | Tim Declercq     | Belgique    | Deceuninck-Quick Step | + 2 s           |
| 9e | Silvan Dillier   | Suisse      | AG2R La Mondiale      | + 2 s           |
| 10e | James Knox       | Royaume-Uni | Deceuninck-Quick Step | + 6 s           |

## Classements à l'issue de l'étape

### Classement général
| \| Classement général \| Classement général \| Classement général \| Classement général \| Classement général \| \| Coureur \| Coureur \| Pays \| Équipe \| Temps \| \| ------------------ \| ------------------ \| ------------------ \| --------------------- \| ------------------ \| \| 1er \| Primož Roglič \| Slovénie \| Team Jumbo-Visma \| 66 h 43 min 36 s \| \| 2e \| Nairo Quintana \| Colombie \| Movistar Team \| + 2 min 24 s \| \| 3e \| Alejandro Valverde \| Espagne \| Movistar Team \| + 2 min 48 s \| \| 4e \| Tadej Pogačar \| Slovénie \| UAE Team Emirates \| + 3 min 42 s \| \| 5e \| Miguel Ángel López \| Colombie \| Astana \| + 3 min 59 s \| \| 6e \| Wilco Kelderman \| Pays-Bas \| Team Sunweb \| + 5 min 05 s \| \| 7e \| Rafał Majka \| Pologne \| Bora-Hansgrohe \| + 7 min 40 s \| \| 8e \| James Knox \| Royaume-Uni \| Deceuninck-Quick Step \| + 8 min 03 s \| \| 9e \| Carl Fredrik Hagen \| Norvège \| Lotto-Soudal \| + 10 min 43 s \| \| 10e \| Dylan Teuns \| Belgique \| Bahrain-Merida \| + 12 min 21 s \| |                    |             |                       |                  |
| |                    |             |                       |                  |
| Source : ProCyclingStats |                    |             |                       |                  |
| Classement général |                    |             |                       |                  |
| Coureur | Coureur            | Pays        | Équipe                | Temps            |
| 1er | Primož Roglič      | Slovénie    | Team Jumbo-Visma      | 66 h 43 min 36 s |
| 2e | Nairo Quintana     | Colombie    | Movistar Team         | + 2 min 24 s     |
| 3e | Alejandro Valverde | Espagne     | Movistar Team         | + 2 min 48 s     |
| 4e | Tadej Pogačar      | Slovénie    | UAE Team Emirates     | + 3 min 42 s     |
| 5e | Miguel Ángel López | Colombie    | Astana                | + 3 min 59 s     |
| 6e | Wilco Kelderman    | Pays-Bas    | Team Sunweb           | + 5 min 05 s     |
| 7e | Rafał Majka        | Pologne     | Bora-Hansgrohe        | + 7 min 40 s     |
| 8e | James Knox         | Royaume-Uni | Deceuninck-Quick Step | + 8 min 03 s     |
| 9e | Carl Fredrik Hagen | Norvège     | Lotto-Soudal          | + 10 min 43 s    |
| 10e | Dylan Teuns        | Belgique    | Bahrain-Merida        | + 12 min 21 s    |

| Classement par points | Classement par points | Classement par points | Classement par points  | Classement par points |
| Coureur               | Coureur               | Pays                  | Équipe                 | Points                |
| --------------------- | --------------------- | --------------------- | ---------------------- | --------------------- |
| 1er                   | Primož Roglič         | Slovénie              | Team Jumbo-Visma       | 117 pts               |
| 2e                    | Sam Bennett           | Irlande               | Bora-Hansgrohe         | 94 pts                |
| 3e                    | Tadej Pogačar         | Slovénie              | UAE Team Emirates      | 92 pts                |
| 4e                    | Nairo Quintana        | Colombie              | Movistar Team          | 84 pts                |
| 5e                    | Alejandro Valverde    | Espagne               | Movistar Team          | 82 pts                |
| 6e                    | Philippe Gilbert      | Belgique              | Deceuninck-Quick Step  | 59 pts                |
| 7e                    | Miguel Ángel López    | Colombie              | Astana                 | 52 pts                |
| 8e                    | Alex Aranburu         | Espagne               | Caja Rural-Seguros RGA | 52 pts                |
| 9e                    | Dylan Teuns           | Belgique              | Bahrain-Merida         | 51 pts                |
| 10e                   | Lawson Craddock       | États-Unis            | EF Education First     | 48 pts                |

| Classement par points | Classement par points | Classement par points | Classement par points  | Classement par points |
| Coureur               | Coureur               | Pays                  | Équipe                 | Points                |
| --------------------- | --------------------- | --------------------- | ---------------------- | --------------------- |
| 1er                   | Primož Roglič         | Slovénie              | Team Jumbo-Visma       | 117 pts               |
| 2e                    | Sam Bennett           | Irlande               | Bora-Hansgrohe         | 94 pts                |
| 3e                    | Tadej Pogačar         | Slovénie              | UAE Team Emirates      | 92 pts                |
| 4e                    | Nairo Quintana        | Colombie              | Movistar Team          | 84 pts                |
| 5e                    | Alejandro Valverde    | Espagne               | Movistar Team          | 82 pts                |
| 6e                    | Philippe Gilbert      | Belgique              | Deceuninck-Quick Step  | 59 pts                |
| 7e                    | Miguel Ángel López    | Colombie              | Astana                 | 52 pts                |
| 8e                    | Alex Aranburu         | Espagne               | Caja Rural-Seguros RGA | 52 pts                |
| 9e                    | Dylan Teuns           | Belgique              | Bahrain-Merida         | 51 pts                |
| 10e                   | Lawson Craddock       | États-Unis            | EF Education First     | 48 pts                |

| Classement de la montagne | Classement de la montagne | Classement de la montagne | Classement de la montagne     | Classement de la montagne |
| Coureur                   | Coureur                   | Pays                      | Équipe                        | Points                    |
| ------------------------- | ------------------------- | ------------------------- | ----------------------------- | ------------------------- |
| 1er                       | Geoffrey Bouchard         | France                    | AG2R La Mondiale              | 50 pts                    |
| 2e                        | Ángel Madrazo             | Espagne                   | Burgos-BH                     | 44 pts                    |
| 3e                        | Tao Geoghegan Hart        | Royaume-Uni               | Team Ineos                    | 29 pts                    |
| 4e                        | Tadej Pogačar             | Slovénie                  | UAE Team Emirates             | 25 pts                    |
| 5e                        | Jakob Fuglsang            | Danemark                  | Astana                        | 24 pts                    |
| 6e                        | Alejandro Valverde        | Espagne                   | Movistar Team                 | 22 pts                    |
| 7e                        | Mikel Bizkarra            | Espagne                   | Euskadi Basque Country-Murias | 22 pts                    |
| 8e                        | Sergio Henao              | Colombie                  | UAE Team Emirates             | 21 pts                    |
| 9e                        | Sergio Samitier           | Espagne                   | Euskadi Basque Country-Murias | 20 pts                    |
| 10e                       | Primož Roglič             | Slovénie                  | Team Jumbo-Visma              | 20 pts                    |

| Classement de la montagne | Classement de la montagne | Classement de la montagne | Classement de la montagne     | Classement de la montagne |
| Coureur                   | Coureur                   | Pays                      | Équipe                        | Points                    |
| ------------------------- | ------------------------- | ------------------------- | ----------------------------- | ------------------------- |
| 1er                       | Geoffrey Bouchard         | France                    | AG2R La Mondiale              | 50 pts                    |
| 2e                        | Ángel Madrazo             | Espagne                   | Burgos-BH                     | 44 pts                    |
| 3e                        | Tao Geoghegan Hart        | Royaume-Uni               | Team Ineos                    | 29 pts                    |
| 4e                        | Tadej Pogačar             | Slovénie                  | UAE Team Emirates             | 25 pts                    |
| 5e                        | Jakob Fuglsang            | Danemark                  | Astana                        | 24 pts                    |
| 6e                        | Alejandro Valverde        | Espagne                   | Movistar Team                 | 22 pts                    |
| 7e                        | Mikel Bizkarra            | Espagne                   | Euskadi Basque Country-Murias | 22 pts                    |
| 8e                        | Sergio Henao              | Colombie                  | UAE Team Emirates             | 21 pts                    |
| 9e                        | Sergio Samitier           | Espagne                   | Euskadi Basque Country-Murias | 20 pts                    |
| 10e                       | Primož Roglič             | Slovénie                  | Team Jumbo-Visma              | 20 pts                    |

| Classement du meilleur jeune | Classement du meilleur jeune | Classement du meilleur jeune | Classement du meilleur jeune | Classement du meilleur jeune |
| Coureur                      | Coureur                      | Pays                         | Équipe                       | Temps                        |
| ---------------------------- | ---------------------------- | ---------------------------- | ---------------------------- | ---------------------------- |
| 1er                          | Tadej Pogačar                | Slovénie                     | UAE Team Emirates            | 66 h 47 min 18 s             |
| 2e                           | Miguel Ángel López           | Colombie                     | Astana                       | + 27 s                       |
| 3e                           | James Knox                   | Royaume-Uni                  | Deceuninck-Quick Step        | + 4 min 21 s                 |
| 4e                           | Sergio Higuita               | Colombie                     | EF Education First           | + 28 min 49 s                |
| 5e                           | Ruben Guerreiro              | Portugal                     | Katusha-Alpecin              | + 31 min 51 s                |
| 6e                           | Amanuel Ghebreigzabhier      | Érythrée                     | Dimension Data               | + 34 min 24 s                |
| 7e                           | Kilian Frankiny              | Suisse                       | Groupama-FDJ                 | + 39 min 02 s                |
| 8e                           | Tao Geoghegan Hart           | Royaume-Uni                  | Team Ineos                   | + 55 min 03 s                |
| 9e                           | Sepp Kuss                    | États-Unis                   | Team Jumbo-Visma             | + 55 min 26 s                |
| 10e                          | Ben O'Connor                 | Australie                    | Dimension Data               | + 56 min 40 s                |

| Classement du meilleur jeune | Classement du meilleur jeune | Classement du meilleur jeune | Classement du meilleur jeune | Classement du meilleur jeune |
| Coureur                      | Coureur                      | Pays                         | Équipe                       | Temps                        |
| ---------------------------- | ---------------------------- | ---------------------------- | ---------------------------- | ---------------------------- |
| 1er                          | Tadej Pogačar                | Slovénie                     | UAE Team Emirates            | 66 h 47 min 18 s             |
| 2e                           | Miguel Ángel López           | Colombie                     | Astana                       | + 27 s                       |
| 3e                           | James Knox                   | Royaume-Uni                  | Deceuninck-Quick Step        | + 4 min 21 s                 |
| 4e                           | Sergio Higuita               | Colombie                     | EF Education First           | + 28 min 49 s                |
| 5e                           | Ruben Guerreiro              | Portugal                     | Katusha-Alpecin              | + 31 min 51 s                |
| 6e                           | Amanuel Ghebreigzabhier      | Érythrée                     | Dimension Data               | + 34 min 24 s                |
| 7e                           | Kilian Frankiny              | Suisse                       | Groupama-FDJ                 | + 39 min 02 s                |
| 8e                           | Tao Geoghegan Hart           | Royaume-Uni                  | Team Ineos                   | + 55 min 03 s                |
| 9e                           | Sepp Kuss                    | États-Unis                   | Team Jumbo-Visma             | + 55 min 26 s                |
| 10e                          | Ben O'Connor                 | Australie                    | Dimension Data               | + 56 min 40 s                |

| Classement par équipes | Classement par équipes        | Classement par équipes | Classement par équipes |
| Équipe                 | Équipe                        | Pays                   | Temps                  |
| ---------------------- | ----------------------------- | ---------------------- | ---------------------- |
| 1re                    | Movistar Team                 | Espagne                | 199 h 08 min 40 s      |
| 2e                     | Astana                        | Kazakhstan             | + 32 min 14 s          |
| 3e                     | Team Jumbo-Visma              | Pays-Bas               | + 1 h 28 min 59 s      |
| 4e                     | Mitchelton-Scott              | Australie              | + 1 h 53 min 45 s      |
| 5e                     | AG2R La Mondiale              | France                 | + 2 h 22 min 50 s      |
| 6e                     | Dimension Data                | Afrique du Sud         | + 2 h 36 min 02 s      |
| 7e                     | Team Sunweb                   | Allemagne              | + 2 h 40 min 35 s      |
| 8e                     | Euskadi Basque Country-Murias | Espagne                | + 2 h 45 min 59 s      |
| 9e                     | Deceuninck-Quick Step         | Belgique               | + 2 h 56 min 42 s      |
| 10e                    | Bahrain-Merida                | Bahreïn                | + 3 h 01 min 18 s      |

| Classement par équipes | Classement par équipes        | Classement par équipes | Classement par équipes |
| Équipe                 | Équipe                        | Pays                   | Temps                  |
| ---------------------- | ----------------------------- | ---------------------- | ---------------------- |
| 1re                    | Movistar Team                 | Espagne                | 199 h 08 min 40 s      |
| 2e                     | Astana                        | Kazakhstan             | + 32 min 14 s          |
| 3e                     | Team Jumbo-Visma              | Pays-Bas               | + 1 h 28 min 59 s      |
| 4e                     | Mitchelton-Scott              | Australie              | + 1 h 53 min 45 s      |
| 5e                     | AG2R La Mondiale              | France                 | + 2 h 22 min 50 s      |
| 6e                     | Dimension Data                | Afrique du Sud         | + 2 h 36 min 02 s      |
| 7e                     | Team Sunweb                   | Allemagne              | + 2 h 40 min 35 s      |
| 8e                     | Euskadi Basque Country-Murias | Espagne                | + 2 h 45 min 59 s      |
| 9e                     | Deceuninck-Quick Step         | Belgique               | + 2 h 56 min 42 s      |
| 10e                    | Bahrain-Merida                | Bahreïn                | + 3 h 01 min 18 s      |